# Wonthaggi
Wonthaggi is een plaats in de Australische deelstaat Victoria en telt 4239 inwoners (2006).